# Hrabstwo Payette
Hrabstwo Payette (ang. Payette County) – hrabstwo w stanie Idaho w Stanach Zjednoczonych. Obszar całkowity hrabstwa obejmuje powierzchnię 410,19 mil² (1062,39 km²). Według szacunków United States Census Bureau w roku 2009 miało 23 099 mieszkańców. Jego siedzibą administracyjną jest Payette.
Hrabstwo założono 28 lutego 1917 r. Nazwa pochodzi od nazwiska pierwszego białego osadnika na tym obszarze Kanadyjczyka François Payette’a.

## Miejscowości
- Fruitland
- New Plymouth
- Payette